# Paderborner Land
Das Paderborner Land ist allgemein ein Synonym für den Kreis Paderborn. Im Besonderen dient der Begriff der touristischen Vermarktung durch die Touristikzentrale Paderborner Land, beispielsweise im Fahrrad- und Wandertourismus. Außerdem wird er gelegentlich verwendet, um das Gebiet des Kreises Paderborn als kulturelle Teilregion Westfalens zu kennzeichnen.
In heimatkundlichen und historischen Zusammenhängen wird das Paderborner Land als Synonym für die ideelle Region Hochstift Paderborn bzw. Fürstbistum Paderborn verstanden, das über den Kreis Paderborn hinausgehend auch den Großteil des benachbarten heutigen Kreises Höxter umfasst. So hieß bis weit in das 20. Jahrhundert die wichtigste regionalkundliche Zeitschrift der Gegend Die Warte. Heimatzeitschrift für das Paderborner Land (heutiger Titel: Die warte. Heimatzeitschrift für die Kreise Paderborn und Höxter).

## Filmdokumentation
- Bilderbuch Deutschland: Das Paderborner Land. Dokumentation, Deutschland 2000. 45 Minuten